# Inga
Inga je žensko osebno ime.

## Izvor imena
Ime Inga je različica ženskega osebnega imena Inge.

## Pogostost imena
Po podatkih Statističnega urada Republike Slovenije je bilo na dan 31. decembra 2007 v Sloveniji število ženskih oseb z imenom Inga: 41.